# Protestantska reformirana kršćanska crkva u Republici Hrvatskoj
Protestantska reformirana kršćanska crkva u Republici Hrvatskoj je organizirana je 24. svibnja 2001. godine. Biskup Crkve je Jasmin Milić.

## Povijest
Početak reformacije u našim krajevima seže u 16. stoljeće kada je zalaganjem Mihaela Starine, u Slavoniji i Baranji osnovano oko 120 protestantskih župa. Među mnogobrojnim mjestima gdje je reformacija zaživjela bilo je i mjesto Tordinci. Upravo u Tordincima, na Duhove 1551. godine održana je glasovita sinoda svih protestantskih župa koje su djelovale na ovome području. Prvi župnik i senior Tordinački bio je Mihajlo Tordinac. Na žalost nemamo dovoljno podataka o životu i djelovanju župe od 16. do 19. stoljeća. Poznato je da je protestantska tordinačka župa prihvatila kalvinsku reformaciju negdje u drugoj polovici 16. stoljeća (po reformatoru Jeanu Calvinu vjernici se često nazvaju kalvinistima) te da je djelovala sve do početka 18. stoljeća kada je ukinuta te pridružena kao filijalna župa reformiranoj župi u Korođu.
Godine 1862. u Tordince dolazi mladi korođski kapelan Aleksa Kulifay koji uz nesebična zalaganja podiže crkvu, župni stan i školu, te ishodi da se 1868. godine tordinačka župa ponovno djeluje kao samostalna crkvena općina. Pod njegovim vodstvom 1898. godine župna je crkva obnovljena te poprimila sadašnji oblik. Aleksa Kulifay služio je u Tordincima sve do 1912. godine (punih 50 godina) a koliko je srastao s tordinačkim vjernicima svjedoči i činjenica da je zajedno sa svojom suprugom Agnes Kulifay sahranjen na tordinačkom protestantsko-reformiranom groblju.
Novije doba obilježeno je Domovinskim ratom koji je opustošio mjesto Tordince te otjerao njegove stanovnike pa tako i vjernike naše župe u progonstvo. Nakon godina progonstva konačno je, uspostavom mirne reintegracije, počeo i povratak u Tordince. U veljači 1999. godine započinju i prva bogoslužja za naše vjernike u obnovljenoj župnoj sali. Pristupa se i obnovi crkve i župnoga stana. Radovi su formalno završeni 2002. godine kada je na crkvi obnovljena "kapa tornja" uz potporu Ministarstva obnove. No predstoje i daljnji radovi na crkvenim objektima koji ovise o materijalnim mogućnostima župe.
Osim materijalne obnove valjalo je pristupiti i duhovnoj obnovi. U tome cilju nakon povratka u Tordince započet je intenzivan rad s mladima, djecom kao i sa starijima. Organizirani su različiti seminari i konferencije na kojima su govorili mnogi istaknuti pastori kako iz tuzemstva tako i iz inozemstva i to iz različitih kršćanskih denominacija što svjedoči o ekumenskoj svijesti naše crkvene općine. Veliki duhovni pomak vidljiv je u pohađanju bogoslužja od strane vjernika koji je znatno bolji nego li je to bilo prije rata. Posebno valja istaći angažman mladih koji svojim pjesmama i ostalim aktivnostima doprinose kvaliteti bogoslužja.
Dana 22. rujna 2012. godine Sinoda Protestantske reformirane kršćanske crkve u RH izabrala Jasmina Milića je za biskupa. Posvećen je 3. svibnja 2013. godine u Tordincima, Glavni zareditelj bio je biskup Royal U. Grote iz SAD a suzareditelji biskup Paul Hunt iz Engleske i biskup Gerhard Meyer iz Njemačke.

## Vanjske poveznice
- službena webstranica